# Спуж
Спуж је градско насеље у општини Даниловград у Црној Гори. Према попису из 2023. било је 1.864 становника.
Средњовјековни град Спуж помиње се у једној повељи из 1378. године, као важно свједочанство фортификацијске архитектуре, надграђене и обновљене за вријеме турског паше Ходавердија Махмутбеговића с почетка 18. вијека. Из средњег вијека сачувани су фрагменти живописа из цркве Светих Врачева из Слатине и подаци о подизању храма Светог Арханђела Михаила у Ждребаонику, за коју руски научник Јегор Коваљевски свједочи да је њу први пут подигао српски краљ Свети Стефан и да се ово може утврдити доказима, који се налазе у Морачком манастиру. У Ждребаонику се од 1856. године чувају мошти Светог Арсенија Сремца, архиепископа српског.
Овде се налази Железничка станица Спуж.

## Демографија
У насељу Спуж живи 1096 пунолетних становника, а просечна старост становништва износи 34,2 година (34,2 код мушкараца и 34,2 код жена). У насељу има 414 домаћинстава, а просечан број чланова по домаћинству је 3,69.
Становништво у овом насељу веома је хетерогено, а у последња три пописа, примећен је пораст у броју становника.
|  |

| Демографија | Демографија | Демографија |
| Година      | Становника  | Становника  |
| ----------- | ----------- | ----------- |
|             |             |             |
|             |             |             |
|             |             |             |
|             |             |             |
| 1948.       | 497         |             |
| 1953.       | 583         |             |
| 1961.       | 862         |             |
| 1971.       | 895         |             |
| 1981.       | 1.241       |             |
| 1991.       | 1.326       | 1.305       |
| 2003.       | 1.547       | 1.529       |
|             |             |             |

| Етнички састав према попису из 2003.‍ | Етнички састав према попису из 2003.‍ | Етнички састав према попису из 2003.‍ | Етнички састав према попису из 2003.‍ | Етнички састав према попису из 2003.‍ |
| ------------------------------------ | ------------------------------------ | ------------------------------------ | ------------------------------------ | ------------------------------------ |
|                                      |                                      |                                      |                                      |                                      |
| Црногорци                            | Црногорци                            |                                      | 866                                  | 56,63%                               |
| Срби                                 | Срби                                 |                                      | 508                                  | 33,22%                               |
| Хрвати                               | Хрвати                               |                                      | 10                                   | 0,65%                                |
| Муслимани                            | Муслимани                            |                                      | 6                                    | 0,39%                                |
| Мађари                               | Мађари                               |                                      | 2                                    | 0,13%                                |
| Македонци                            | Македонци                            |                                      | 1                                    | 0,06%                                |
| непознато                            | непознато                            |                                      | 88                                   | 5,75%                                |

| Година пописа     | 1948. | 1953. | 1961. | 1971. | 1981. | 1991. | 2003. |
| ----------------- | ----- | ----- | ----- | ----- | ----- | ----- | ----- |
| Број домаћинстава | 124   | 148   | 213   | 220   | 303   | 351   | 414   |

| Број чланова      | 1   | 2  | 3  | 4  | 5   | 6  | 7  | 8  | 9 | 10 и више | Просек |
| ----------------- | --- | -- | -- | -- | --- | -- | -- | -- | - | --------- | ------ |
| Број домаћинстава | 414 | 62 | 66 | 47 | 108 | 79 | 23 | 16 | 7 | 3         | 3      |

| Пол    | Укупно | Неожењен/Неудата | Ожењен/Удата | Удовац/Удовица | Разведен/Разведена | Непознато |
| ------ | ------ | ---------------- | ------------ | -------------- | ------------------ | --------- |
| Мушки  | 598    | 189              | 345          | 26             | 4                  | 34        |
| Женски | 584    | 137              | 343          | 71             | 8                  | 25        |
| УКУПНО | 1.182  | 326              | 688          | 97             | 12                 | 59        |

| Пол    | Укупно                    | Пољопривреда, лов и шумарство | Рибарство                            | Вађење руде и камена | Прерађивачка индустрија       |
| ------ | ------------------------- | ----------------------------- | ------------------------------------ | -------------------- | ----------------------------- |
| Мушки  | 272                       | 14                            | 0                                    | 0                    | 55                            |
| Женски | 139                       | 3                             | 0                                    | 0                    | 14                            |
| УКУПНО | 411                       | 17                            | 0                                    | 0                    | 69                            |
| Пол    | Производња и снабдевање   | Грађевинарство                | Трговина                             | Хотели и ресторани   | Саобраћај, складиштење и везе |
| Мушки  | 14                        | 24                            | 27                                   | 4                    | 51                            |
| Женски | 1                         | 1                             | 41                                   | 7                    | 13                            |
| УКУПНО | 15                        | 25                            | 68                                   | 11                   | 64                            |
| Пол    | Финансијско посредовање   | Некретнине                    | Државна управа и одбрана             | Образовање           | Здравствени и социјални рад   |
| Мушки  | 1                         | 7                             | 37                                   | 7                    | 7                             |
| Женски | 2                         | 2                             | 10                                   | 15                   | 19                            |
| УКУПНО | 3                         | 9                             | 47                                   | 22                   | 26                            |
| Пол    | Остале услужне активности | Приватна домаћинства          | Екстериторијалне организације и тела | Непознато            | Непознато                     |
| Мушки  | 15                        | 0                             | 0                                    | 9                    | 9                             |
| Женски | 6                         | 0                             | 0                                    | 5                    | 5                             |
| УКУПНО | 21                        | 0                             | 0                                    | 14                   | 14                            |